# Okres Wels-venkov
Okres Wels-venkov je okres v rakouské spolkové zemi Horní Rakousy. Má rozlohu 457,66 km² a žije tam 67 569 obyvatel (k 1. 1. 2011). Sídlem správy okresu je město Wels. Okres se dále člení na 24 obcí (z toho 1 město a 9 městysů).

## Města a obce

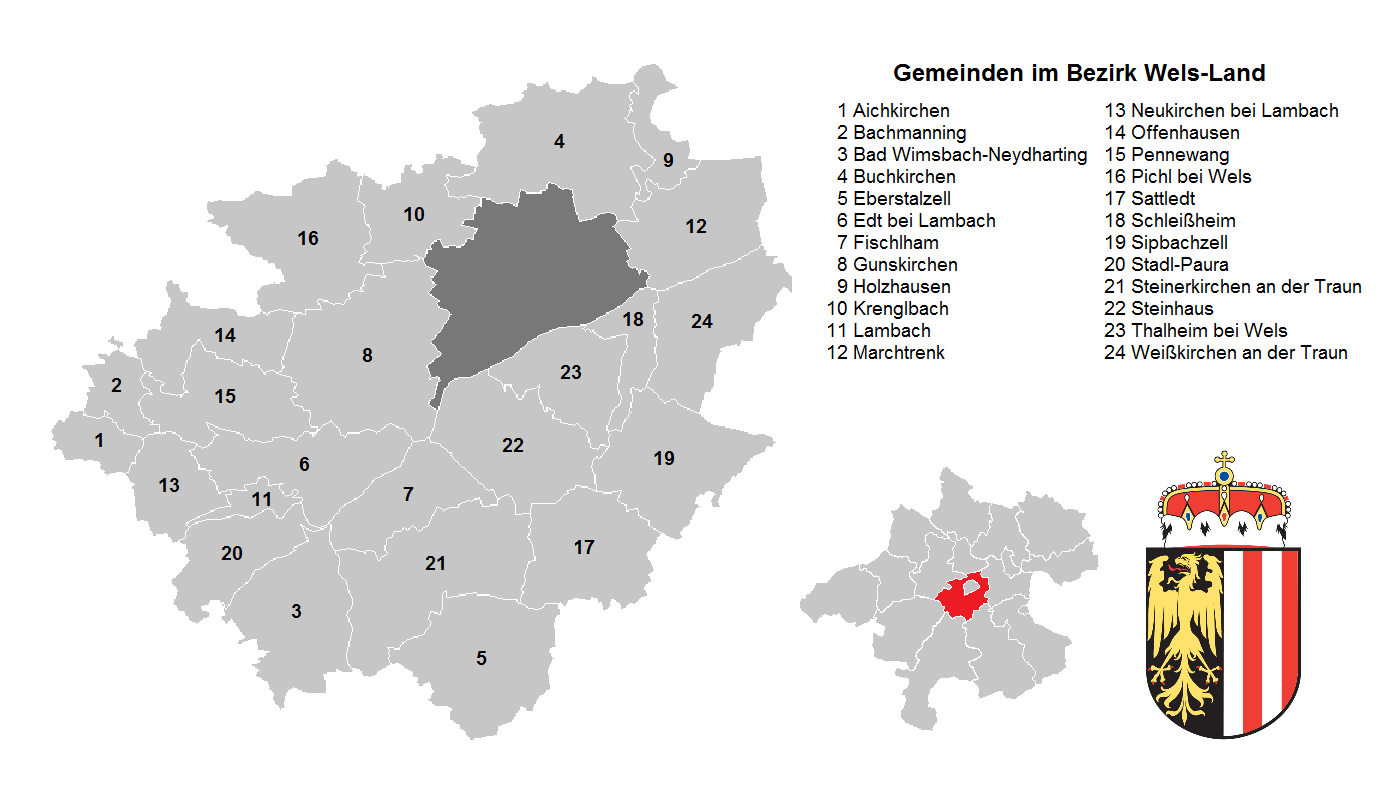
Obce v okrese Wels-venkov

| Města: - Marchtrenk Městysy: - Bad Wimsbach-Neydharting - Buchkirchen - Gunskirchen - Lambach - Offenhausen - Sattledt - Stadl-Paura - Steinerkirchen an der Traun - Thalheim bei Wels | Obce: - Aichkirchen - Bachmanning - Eberstalzell - Edt bei Lambach - Fischlham - Holzhausen - Krenglbach - Neukirchen bei Lambach - Pennewang - Pichl bei Wels - Schleißheim - Sipbachzell - Steinhaus - Weißkirchen an der Traun |